# Platyscapa frontalis
Platyscapa frontalis is een vliesvleugelig insect uit de familie vijgenwespen (Agaonidae). De wetenschappelijke naam is voor het eerst geldig gepubliceerd in 1863 door Motschulsky.